# مايل نيدلكوسكي
مايل نيدلكوسكي (بالإنجليزية: Mile Nedelkoski)‏ (1935 - 2020)، هو شاعر وروائي وكاتب مقدوني.
ولد في مدينة بريليب في 25 نوفمبر 1935, أصبح عضو في جمعية الكتاب المقدونية في عام 1963. توفي في العاصمة إسكوبية يوم 21 يونيو 2020.

## جوائز
جائزة ميلادينوف براذرز، و كوكو راسين جائزة، وجائزة

## من مؤلفاته
- قلب من ذهب (شعر 1963)
- الصيف الجنوبي (شعر ، 1964)
- راكبو الرياح (قصص قصيرة ، 1967)
- سندريلا (رواية ، 1968)